# Gilbert Adair
Gilbert Adair (Edimburgo, 29 de diciembre de 1944 – 8 de diciembre de 2011) fue un novelista, poeta, crítico cinematográfico y periodista británico. Es conocido por su traducción " de la obra de Georges Perec El secuestro, en la que la letra e no es usada, pero también es conocida por sus adaptaciones a a gran pantalla de sus novelas como Love and Death on Long Island (1997) y Soñadores (2003).

## Biografía
Adair nació en Edimburgo pero consta como lugar de nacimiento como Kilmarnock. También, la fecha de nacimiento de Gilbert Adair consta en la web del Gobierno escocés en 1944–45 https://www.scotlandspeople.gov.uk/, and the place of registration is Kilmarnock.}} pero de 1968 a 1980 vivió en París. Entre sus trabajos más tempranos de ficción se incluyen Alice Through the Needle's Eye (secuela de Las aventuras de Alicia en el país de las maravillas y A través del espejo y lo que Alicia encontró allí) y Peter Pan and the Only Children (secuela de Peter Pan y Wendy). Ganó el Author's Club First Novel Award en 1988 por su novela The Holy Innocents. De 1992 a 1996 escribió la columna "Scrutiny" para el The Sunday Times. Durante 1998 y 1999 fue jefe de la crítica cinematográfica del The Independent on Sunday, donde en 1999 también escribió dante un año la columna "The Guillotine".
En 1995 ganó el Scott Moncrieff Translation Prize por su libro A Void, que es una traducción de la obra La Disparition de Georges Perec. El libro original no contiene la letra e; Adair lo tradujo con la misma limitación. Sus trabajos son comparados con los de Julian Barnes, A. S. Byatt y Patrick Gale.Su libro Flickers: A History of the Cinema in 100 Images era admirado por David Foster Wallace.
El film Love and Death on Long Island (1997), dirigida por Richard Kwietniowski, está basado en su novela homónima de 1990. La película Soñadores (The Dreamers) (2003) dirigida por Bernardo Bertolucci, fue un guion de Adair basado en su propio libro The Holy Innocents, que Adair revisó y reeditó con el nombre del film. Adair colaboró en guiones de películas del director chileno Raúl Ruiz: The Territory (1981), Klimt (2006) y A Closed Book (2010).
Adair era gay, aunque rara vez hablaba del asunto, no deseando ser etiquetado. "Obviamente hay muchos temas gay en mis novelas", dijo en una entrevista poco antes de morir, "pero realmente no sería feliz de ser considerado como un 'escritor gay'... Ser gay no ha definido mi vida." Al final de sus días, vivió en Londres. Adair murió de una hemorrgia cerebral el 8 de diciembre de 2011 a los 66 años, meses después de sufrir un ataque que lo había dejado ciego. Estaba escribiendo la versión teatral de Love and Death on Long Island, en el momento de su muerte.

### Ficción
- Alice Through the Needle's Eye (1984)
- Peter Pan and the Only Children (1987)
- The Holy Innocents (1988) – ganador del Author's Club First Novel Award, un cuento sobre obsesión sexual  con el trasfondo de los disturbios de París de 1968.
- Love and Death on Long Island (1990)
- The Death of the Author (1992) – una sátira negra del culto teórico contemporáneo y un misterio de asesinato metafísico
- The Key of the Tower (1997)
- A Closed Book (1999) – un thriller literario sobre un galardonado novelista que queda ciego tras un grave accidente de coche.
- Buenas Noches, Buenos Aires (2003) – la historia de Gideon, un joven inglés en la década de 1980 en París, al borde del descubrimiento sexual
- The Dreamers (2003) - versión revisada de la novela de 1988, The Holy Innocents.

#### Trilogía de Evadne Mount
1. The Act of Roger Murgatroyd (2006) – a murder mystery set in the 1930s on Dartmoor
2. A Mysterious Affair of Style (2007)
3. And Then There Was No One (2009)

### No ficción
- A Night at the Pictures (with Nick Roddick) (1985)
- Myths & Memories (1986)
- Hollywood's Vietnam (1981)
- The Postmodernist Always Rings Twice (1992)
- Wonder Tales: Six French Stories of Enchantment (editor con Marina Warner) (1995)
- Flickers: An Illustrated Celebration of 100 Years of Cinema (1995)
- Surfing the Zeitgeist (1997; una antología de Sunday Times "Scrutiny" columns)
- Movies (editor) (1999)
- The Real Tadzio (2001) – una biogradía de (Baron Władysław Moes) que inspiró a Thomas Mann para su Muerte en Venecia.

### Guion
- The Dreamers (2003) – the film adaptation of his 1988 novel, The Holy Innocents.

### Translations
- Letters by François Truffaut (1990) (also editor)
- A Void by Georges Perec (1994) — winner of the Scott Moncrieff Translation Prize
- Zazie in the Metro by Raymond Queneau (2000) (introducción)